# Запорізький кабельний завод
Запорíзький кáбельний завóд (ПАТ «ЗКЗ»), «Запоріжкабель» — найбільше національне підприємство зі спеціалізацією у виробництві кабельно-провідникової продукції. Завдяки безперервному вдосконаленню, ультрасучасному технологічного обладнання та впровадження передових технологій, компанія є виробником унікальної продукції вже понад 150 років. ПАТ «Запорізький кабельний завод» посідає провідні позиції в цій галузі.
Запорізький кабельний завод розташований у Дніпровському районі міста Запоріжжя, є провідним постачальником кабельно-провідникової продукції для споживачів ринку електротехнічної промисловості. Продукція підприємства затребувана і широко використовується не тільки на території України, але за її межами, в країнах Європи, ближнього зарубіжжя і СНД.
Організаційно-правова форма — Публічне акціонерне товариство (ПАТ).

## Історія
Запорізький кабельний завод заснований у 1863 році.
19 листопада 2013 року ПАТ «Запорізький кабельний завод» відзначив своє 150-річчя.

## Продукція
Запорізький кабельний завод виробляє такі види кабельно-провідникової продукції:
- дроти неізольовані;
- дроти обмотувальні;
- дроти зі скловолокнистої ізоляцією;
- дроти з емалевою ізоляцією, транспоніровані дроти і дріт.

Може виготовляти нові види дротів, такі як «ACz», «АСТ», за індивідуальним погодженням технічних параметрів із замовником. Номенклатура кабельно-провідникової продукції ПАТ «Запорізький кабельний завод» унікальна і налічує понад 7 000 маркорозмірів.
ПАТ «Запорізький кабельний завод» постачає неізольовані дроти під програми НЕК «Укренерго» та «Обленерго» України.
Продукція підприємства користується великим попитом не тільки в Україні, а й за її межами. У період з 2009 по 2013 роки, експортні поставки продукції охопили Росію, Молдову, Литву, Естонію, Азербайджан, Узбекистан, Казахстан і Туркменістан  тощо.
Проектування устаткування виконується відповідно до вимог:
- Державний стандарт (ГОСТ)
- МЕК (IEC)
- ANSI
- BS
- будь-якими іншими технічними умовами та вимогами національних стандартів та «Замовника».

## Проекти та співпраця
Запорізький кабельний завод на 100% забезпечує потребу лідера національного трансформаторобудування — ПАТ «Запоріжтрансформатор», основна частина продукції якого йде на експорт і охоплює 86 країн.
У числі замовників продукції:
- Національна енергетична компанія «Укренерго» — 90% потреби в дротах великого перерізу на магістральних електричних мережах.

За останні кілька років великі проекти будівництва:
- Повітряна лінія електропередач ВЛ 330кВ «Аджалик — Усатове»
- Повітряна лінія електропередач ВЛ 330кВ «Дністровська ГАЕС — ПС «Бар»
- Перенесення повітряної лінії електропередач ПЛ 330кВ «Аджалик — Усатове»
- Будівництво лінії ПЛ 150кВ (Л68/Л69) в Дніпропетровській і Херсонській областях.

- Постачання для «Обленерго»  неізольованих дротів «А», «АС» для розподільних мереж;
- Постачання неізольованих дротів «А», «АС» і «МФ» для контактних електричних мереж ПАТ «Укрзалізниця»;

Участь у розвитку альтернативної енергетики сонячної і вітроелектростанції:
- Будівництво повітряної ЛЕП 150кВ і Ботієвської ВЕС;
- Будівництво повітряної ЛЕП на Вітропарк «Очаківський»;
- Будівництво повітряної ЛЕП, що з'єднує підстанцію Кілію з Підстанційним вузлом сонячної електростанції «Кілія».

- Постачання проводів на адресу великих підприємств машинобудування, металургії та інших галузей України.

## Сертифікація та якість
Відповідність системи менеджменту і вдосконалення виробничого процесу підтверджує сертифікація заводу:
- 2005 рік — сертифікат відповідності системи менеджменту вимогам стандарту ДСТУ ISO 9001-2001;
- 2010 рік — сертифікат відповідності системи менеджменту вимогам стандарту ДСТУ ISO 9001 нової версії 2009 року;
- 2012 рік — сертифікат відповідності системи менеджменту вимогам міжнародних стандартів ISO 9001, ISO 14001 та OHSAS 18001;
- 2015 рік — ресертифікація відповідності системи менеджменту вимогам міжнародних стандартів ISO 9001, ISO 14001 та OHSAS 1800.

## Юридична адреса
ПАТ «Запорізький кабельний завод»

 Україна, 69093,  м. Запоріжжя, вул. Гладкова, 2